# Мас-Блан-дез-Альпий
Мас-Блан-дез-Альпий (фр. Mas-Blanc-des-Alpilles) — коммуна на юго-востоке Франции в регионе Прованс — Альпы — Лазурный Берег, департамент Буш-дю-Рон, округ Арль, кантон Салон-де-Прованс-1.
Площадь коммуны — 1,57 км², население — 476 человек (2006) с тенденцией к росту: 507 человек (2012), плотность населения — 322,9 чел/км².

## Население
Население коммуны в 2011 году составляло 505 человек, а в 2012 году — 507 человек.
| 1962 | 1968 | 1975 | 1982 | 1990 | 1999 | 2006 | 2008 | 2011 | 2012 |
| ---- | ---- | ---- | ---- | ---- | ---- | ---- | ---- | ---- | ---- |
| 134  | 136  | 139  | 248  | 348  | 372  | 476  | 506  | 505  | 507  |

Динамика населения:

## Экономика
В 2010 году из 343 человек трудоспособного возраста (от 15 до 64 лет) 246 были экономически активными, 97 — неактивными (показатель активности 71,7 %, в 1999 году — 69,4 %). Из 246 активных трудоспособных жителей работали 223 человека (126 мужчин и 97 женщин), 23 числились безработными (12 мужчин и 11 женщин). Среди 97 трудоспособных неактивных граждан 25 были учениками либо студентами, 29 — пенсионерами, а ещё 43 — были неактивны в силу других причин.
На протяжении 2010 года в коммуне числилось 185 облагаемых налогом домохозяйств, в которых проживало 490,0 человек. При этом медиана доходов составила 20 тысяч 148 евро на одного налогоплательщика.